# Семеновка (Славгородський округ)
Семе́новка (рос. Семёновка) — село у складі Славгородського округу Алтайського краю, Росія.

## Населення
Населення — 742 особи (2010; 905 у 2002).
Національний склад (станом на 2002 рік):
- росіяни — 61 %